# Liste der Brücken über die Murg (Aare)
Die Liste der Brücken über die Murg (Aare) beinhaltet die Murg-Brücken vom Zusammenfluss von Langete und Rot bis zur Mündung bei Murgenthal in die Aare.
Die Murg befindet sich im Smaragd-Gebiet Oberaargau.
Sieben Brücken überspannen den Fluss: Drei Fussgängerbrücken, zwei Strassenbrücken und zwei Eisenbahnbrücken.
| Bild | Name                       | Orte                 | Lage | Funktion                                              | Konstruktion   | Material    | Länge in m | Höhe m ü. M. | Bemerkungen |
| ---- | -------------------------- | -------------------- | ---- | ----------------------------------------------------- | -------------- | ----------- | ---------- | ------------ | --- |
|      | Messstation-Steg           | Roggwil – Murgenthal |      | Fussgängerbrücke                                      | Balkenbrücke   | Stahl       | 15         | 419          | Privater Übergang mit abschliessbarem Metalltor auf der linken Flussseite. Die hydrometrische Messstation Murg - Murgenthal, Walliswil (2471) vom Bundesamt für Umwelt (BAFU) befindet sich bei der Brücke. Interkantonale Brücke (Kantonsgrenze Bern – Aargau)                                                             |
|      | Murg Stauwehr-Steg         | Wynau – Murgenthal   |      | Fussgänger- und Velobrücke                            | Fachwerkbrücke | Stahl Beton | 20         | 419          | Stahlbrücke auf Betonfundamenten mit Betonflusspfeiler und Holzfahrbahn Verbot für Tiere (Pferd) Wanderweg Rechts vom Übergang zweigt der Rotkanal ab, der parallel zur Aare nach Rothrist führt. Interkantonale Brücke (Kantonsgrenze Bern – Aargau)                                                                       |
|      | Murgbrücke SBB (Bahn 2000) | Wynau – Murgenthal   |      | Eisenbahnbrücke (zweigleisig)                         | Balkenbrücke   | Beton       | 329        | 414          | Gebaut 1999–2001 Höchstgeschwindigkeit 200 km/h Neubaustrecke Olten–Bern, Inbetriebnahme 2004 Die Brücke überquert neben dem Fluss auch die Stammstrecke Olten–Bern. Interkantonale Brücke (Kantonsgrenze Bern – Aargau) |
|      | SBB-Brücke                 | Wynau – Murgenthal   |      | Eisenbahnbrücke (zweigleisig)                         | Balkenbrücke   | Beton       | 60         | 411          | Höchstgeschwindigkeit 100 km/h Bahnstrecke Olten–Bern Die Brücke unterquert auch die Neubaustrecke Olten–Bern. Interkantonale Brücke (Kantonsgrenze Bern – Aargau) |
|      | Murgbrücke                 | Wynau – Murgenthal   |      | Strassenbrücke (zweispurig)                           | Bogenbrücke    | Stein       | 14         | 408          | Schützenswerte Steinbogenbrücke, gebaut 1818 Fahrverbot für Motorwagen und Motorräder: Zubringerdienst gestattet Höchstgeschwindigkeit 50 km/h Interkantonale Brücke (Kantonsgrenze Bern – Aargau) |
|      | Bernstrasse-Brücke         | Wynau – Murgenthal   |      | Strassenbrücke (dreispurig) mit Trottoir und Velospur | Balkenbrücke   | Beton       | 55         | 406          | Gebaut 1970er Jahre, saniert 2022 Höchstgeschwindigkeit 50 km/h (ab Brückenmitte, Fahrtrichtung Murgenthal) Höchstgeschwindigkeit 60 km/h (ab Brückenmitte, Fahrtrichtung Wynau) Veloland-Route 34 Alter Bernerweg (Etappe 3 Burgdorf (Kirchberg)–Zofingen (Oftringen)) Interkantonale Brücke (Kantonsgrenze Bern – Aargau) |
|      | Unbenannter Steg           | Wynau – Murgenthal   |      | Fussgängerbrücke                                      | Balkenbrücke   | Holz        | 19         | 402          | Wanderweg Übergang ist nicht behindertengerecht (Treppen). Interkantonale Brücke (Kantonsgrenze Bern – Aargau) |